# Bundesstraße 494
Pour les articles homonymes, voir Route 494.
La Bundesstraße 494 est une Bundesstraße du Land de Basse-Saxe.

## Géographie
La B 494 commence dans la partie nord de Hildesheim au croisement de la B 6, à partir duquel elle bifurque avec une sortie et se dirige vers le nord hors de la ville sous le nom de Kennedydamm. Il existe des liaisons vers Nordstadt et le quartier de Drispenstedt. Jusqu'à l'embranchement autoroutier Hildesheim-Drispenstedt de l'A 7, elle est étendue à quatre voies avec une séparation centrale. Après avoir atteint l'autoroute, elle quitte la ville de Hildesheim et contourne Asel et Harsum. Après avoir atteint l'arrondissement de Peine, Clauen est le premier village traversé par la route principale. Viennent ensuite Hohenhameln, Stedum-Bekum, le village de Hofschwicheldt et Rosenthal. Après Rosenthal, la B 494 se termine devant la zone urbaine de Peine au croisement avec la B 65, qui arrive ici en provenance de Hanovre.

## Histoire
La B 494 est créée en 1974 pour améliorer le réseau routier fédéral. Cependant, elle ne représente qu'une liaison transversale entre Hildesheim et Peine, le quartier de Harsum a un contournement.

## Source
- (de) Cet article est partiellement ou en totalité issu de l’article de Wikipédia en allemand intitulé « Bundesstraße 494 » (voir la liste des auteurs).

1. ↑  (de) Tribunal administratif fédéral, Entscheidungen des Bundesverwaltungsgerichts, vol. 97, 1995 (lire en ligne), p. 368